# Jeanine Mason
Jeanine Mason, född 14 January 1991 i Miami är en amerikansk skådespelare och dansare som bland annat vunnit So You Think You Can Dance.
Mason har bland annat medverkat i TV-serierna Grey's Anatomy och WondLa.

## Filmografi (i urval)
- 2017–2018 – Grey's Anatomy (TV-serie)
- 2024 – WondLa (TV-serie)